# Provincia de Lạng Sơn
La provincia de Lang Son (en vietnamita: Lạng Sơn) es una de las provincias que conforman la organización territorial de la República Socialista de Vietnam.

## Geografía
Lang Son se localiza en la región de la Noreste (Đông Bắc). La provincia mencionada posee una extensión de territorio que abarca una superficie de 8.305,2 kilómetros cuadrados.

## Demografía
La población de esta división administrativa es de 739.300 personas (según las cifras del censo realizado en el año 2005). Estos datos arrojan que la densidad poblacional de esta provincia es de 89,02 habitantes por cada kilómetro cuadrado.
- Datos: Q33403
- Multimedia: Lang Son / Q33403